# Жан-Клод Карр'єр
Жан-Клод Карр'є́р (фр. Jean-Claude Carrière; 17 вересня 1931, Коломб'єр-сюр-Орб, Еро, Франція — 8 лютого 2021) — французький сценарист, драматург, письменник, актор.

## Біографія
Жан-Клод Карр'єр народився 19 вересня 1931 року в Коломб'єр-сюр-Орб, департамент Еро, Франція, в сім'ї виноробів Фелікса і Аліси Карр'єрів. Навчався в ліцеї Лаканал (фр. Lycée Lakanal) в Со; вивчав літературу та історію в інституті Сент-Клод в Ліоні. Отримавши ступінь бакалавра мистецтв і магістра історії, незабаром відмовився від свого покликанням історика задля зайняття дизайном та письменницькою діяльністю.

## Творчість
У 1957 році Жан-Клод Карр'єр опублікував свій перший роман «Ящірка». Співпрацював як сценарист зі знаменитими французькими коміками Жаком Таті і П'єром Етексом у фільмах «Закоханий» (1962), «Йо-Йо» (1965). У 29 років став володарем премії «Оскар» за короткометражний фільм «Щаслива річниця», який він зняв разом з режисером П'єром Етексом. Близько двадцяти років, аж до смерті виданого кінорежисера Луїса Бунюеля був партнером і автором сценаріїв його фільмів від «Щоденника покоївки» до стрічки «Цей смутний об'єкт бажання». Карр'єр також брав участь у створенні стрічок сина Бунюеля Хуана («Жінка в червоних чоботях», «Леонор») і його невістки Джойс Бунюель («Сальса»).
Жан-Клод Карр'єр постійний автор сценаріїв фільмів кінорежисера Мілоша Формана. За сценарій фільму «Повернення Мартіна Гера» режисера Данієля Віня (1982) Карр'єр був удостоєний «Сезара» 1983 року. Як сценарист працював з такими видатними кінорежисерами як Фолькер Шльондорф («Бляшаний барабан», «Ульжан»), Наґіса Ошіма («Макс, моя любов»), Анджей Вайда («Дантон»), Карлос Саура, Жан-Люк Годар, Луї Маль («Віва Марія!» і «Вор»), Марко Феррері («Сука»). Загалом Жан-Клод Карр'єр написав самостійно або у спіавторстві сценарії до понад 140 кіно-, телефільмів та серіалів.
У Жана-Клода Карр'єра близько 30 ролей в кіно, переважно він грав ролі другого плану, епізоди, озвучував персонажів. Як режисер Карр'єр поставив кілька короткометражних стрічок, одна з яких — «Манікюрні ножиці» (1969), — була удостоєна Гран-прі журі Каннського міжнародного кінофестивалю 1969 року.
Жан-Клод Карр'єр працював і як драматург, його п'єси ставили відомі театральні постановники Жан-Луї Барро, Пітер Брук.
У 2012 році Жан-Клод Кар'єр і Умберто Еко опублікували книгу розмов про майбутнє інформаційних носіїв «Не сподівайтеся позбутися книжок» (фр. N'espérez pas vous débarrasser des livres). У 2015 році книга вийшла українською мовою у перекладі Ірини Славінської («Видавництво Старого Лева», Львів). Карр'єр також автор низки підручників для студентів кіношкіл («Вправа зі сценарієм», «Розповідати історію: декілька рекомендацій»), кінематографічних досліджень («Фільм, який ми не бачимо») та ін.

## Фільмографія
Сценарист
| Рік       |     | Назва українською              | Оригінальна назва                       | Примітки               | Режисер                                                     |
| --------- | --- | ------------------------------ | --------------------------------------- | ---------------------- | ----------------------------------------------------------- |
| 1961      |     | Розрив                         | Rupture                                 |                        | Жан-Клод Карр'єр, П'єр Етекс                                |
| 1962      |     | Закоханий                      | Le soupirant                            |                        | П'єр Етекс                                                  |
| 1962      | к/м | Щаслива річниця                | Heureux anniversaire                    |                        | Жан-Клод Карр'єр, П'єр Етекс                                |
| 1964      |     | Щоденник покоївки              | Le journal d'une femme de chambre       | адаптація              | Луїс Бунюель                                                |
| 1964      | т/с | Пригоди Робінзона Крузо        | Les aventures de Robinson Crusoë        |                        | Жан Саша                                                    |
| 1964      |     | Йойо                           | Yoyo                                    | адаптація              | П'єр Етекс                                                  |
| 1964      | т/ф | Зелена королева                | La reine verte                          | адаптація              | Робер Мазуайє                                               |
| 1965      |     | Віва Марія!                    | Viva Maria!                             |                        | Луї Маль                                                    |
| 1965      |     | Було б здоров'я                | Tant qu'on a la santé                   |                        | П'єр Етекс                                                  |
| 1966      |     | Карти на стіл                  | Cartes sur table                        | і адаптація            | Хесус Франко                                                |
| 1966      |     | Диявольський доктор Z          | Miss Muerte                             | і адаптація            | Хесус Франко                                                |
| 1966      |     | Готель Парадізо                | Hotel Paradiso                          |                        | Пітер Гленвілл                                              |
| 1967      |     | Злодій                         | Le voleur                               |                        | Луї Маль                                                    |
| 1967      |     | Денна красуня                  | Belle de jour                           | адаптація              | Луїс Бунюель                                                |
| 1968      |     | Велика любов                   | Le grand amour                          |                        | П'єр Етекс                                                  |
| 1968      |     | За недоступне кохання          | Pour un amour lointain                  |                        | Едмон Сешан                                                 |
| 1969      |     | Басейн                         | La piscine                              | адаптація              | Жак Дере                                                    |
| 1969      |     | Чумацький Шлях                 | La voie lactée                          |                        | Луїс Бунюель                                                |
| 1969      | к/м | Манікюрні ножиці               | La pince à ongles                       |                        | Жан-Клод Карр'єр                                            |
| 1970      |     | Борсаліно (фільм)              | Borsalino                               |                        | Жак Дере                                                    |
| 1971      |     | Союз                           | L'alliance                              | за власним романом     | Крістіан де Шалонж                                          |
| 1971      |     | Відрив                         | Taking Off                              |                        | Мілош Форман                                                |
| 1971      |     | Трохи сонця в холодній воді    | Un peu de soleil dans l'eau froide      | і адаптація            | Жак Дере                                                    |
| 1972      |     | Сука                           | Liza                                    |                        | Марко Феррері                                               |
| 1972      |     | Право кохати                   | Le droit d'aimer                        |                        | Ерік Ле Хунг                                                |
| 1972      |     | Скромна чарівність буржуазії   | Le charme discret de la bourgeoisie     |                        | Луїс Бунюель                                                |
| 1972      |     | Чернець                        | Le moine                                |                        | Адоніс Кіру                                                 |
| 1972      |     | Людина померла                 | Un homme est mort                       |                        | Жак Дере                                                    |
| 1973      |     | Кохання під дощем              | Un amour de pluie                       | в титрах не зазначений | Жан-Клод Бріалі                                             |
| 1974      |     | Помста Доротеї                 | Dorothea's Rache                        |                        | Петер Фляйшман                                              |
| 1974      |     | Анонімна компанія Франції      | France société anonyme                  |                        | Ален Корно                                                  |
| 1974      |     | У натуральну величину          | Grandeur nature                         | адаптація              | Луїс Гарсія Берланга                                        |
| 1974      |     | Примара свободи                | Le fantôme de la liberté                |                        | Луїс Бунюель                                                |
| 1974      |     | Жінка у червоних чоботях       | La femme aux bottes rouges              |                        | Хуан Луїс Бунюель                                           |
| 1975      |     | Серйозний, як задоволення      | Sérieux comme le plaisir                |                        | Робер Бенаюн                                                |
| 1975      |     | Плоть орхідеї                  | La chair de l'orchidée                  |                        | Патріс Шеро                                                 |
| 1975      |     | Третя ступінь                  | La faille                               |                        | Петер Фляйшман                                              |
| 1975      |     | Леонор                         | Leonor                                  |                        | Хуан Луїс Бунюель                                           |
| 1975-1990 | т/с | Сінема 16                      | Cinéma 16                               |                        | Жерар Шушан, Жан-Данієль Саймон, Бруно Гантійон та ін.      |
| 1976      |     | Омлет                          | Les oeufs brouillés                     |                        | Джоель Сантоні                                              |
| 1976      |     | Джек-різник                    | Jack the Ripper                         |                        | Хесус Франко                                                |
| 1976      |     | Банда                          | Le Gang                                 |                        | Жак Дере                                                    |
| 1977      |     | Жулі-липучка                   | Julie pot-de-colle                      |                        | Філіпп де Брока                                             |
| 1977      |     | Чорт у коробці                 | Le diable dans la boîte                 |                        | П'єр Ларі                                                   |
| 1977      |     | Цей смутний об'єкт бажання     | Cet obscur objet du désir               |                        | Луїс Бунюель                                                |
| 1978      |     | Метелик на плечі               | Un papillon sur l'épaule                |                        | Жак Дере                                                    |
| 1978      | т/ф | Фотосувенір                    | Photo-souvenir                          |                        | Едмон Сешан                                                 |
| 1978      |     | Шкарпетка з подарунками        | Chaussette surprise                     |                        | Жан-Франсуа Даві                                            |
| 1978      | т/ф | Гарольд і Мод                  | Harold et Maud                          | адаптація              | Жан-Поль Каррер                                             |
| 1978      |     | Розгніваний                    | L'homme en colère                       |                        | Клод Піното                                                 |
| 1979      |     | Дорослі діти                   | Ils sont grands, ces petits             | адаптація              | Джоель Сантоні                                              |
| 1979      |     | Повернення до коханої          | Retour à la bien-aimée                  |                        | Жан-Франсуа Адам                                            |
| 1979      |     | Бляшаний барабан               | Die Blechtrommel                        |                        | Фолькер Шльондорф                                           |
| 1979      |     | Партнер                        | L'associé                               | і адаптація            | Рене Генвіль                                                |
| 1979      | т/ф | Міра за міру                   | Mesure pour mesure                      | адаптація              | Пітер Брук                                                  |
| 1979      |     | Яловичина                      | Slachtvee                               |                        | Патрік Конрад                                               |
| 1979-1982 | т/с | Перша камера                   | Caméra une première                     |                        | Жан-Франсуа Делассю, Жан-П'єр Прево, Жан-Клод Чарней та ін. |
| 1980      |     | Рятуй, хто може (своє життя)   | Sauve qui peut (la vie)                 |                        | Жан-Люк Годар                                               |
| 1981      |     | Чорне дзеркало                 | Black Mirror                            |                        | П'єр-Ален Жоліве                                            |
| 1981      |     | Фальшивка                      | Die Fälschung                           |                        | Фолькер Шльондорф                                           |
| 1981      |     | Подвійне життя Теофраста Лонгу | La double vie de Théophraste Longuet    |                        | Яннік Андреї                                                |
| 1981      | т/ф | Вишневий сад                   | La cerisaie                             | адаптація              | Пітер Брук                                                  |
| 1981      | т/ф | Я убив його                    | Je tue il                               |                        | П'єр Бутрон                                                 |
| 1982      |     | Повернення Мартіна Герра       | Le retour de Martin Guerre              |                        | Данієль Вінь                                                |
| 1982      |     | Пристрасть                     | Passion                                 | в титрах не зазначений | Жан-Люк Годар                                               |
| 1982      | т/ф | Таємниця принцеси Кадіньян     | Les secrets de la princesse de Cadignan | адаптація              | Жак Дере                                                    |
| 1982      |     | Нерозсудливість                | L'indiscrétion                          |                        | П'єр Ларі                                                   |
| 1982      |     | Антонієтта                     | Antonieta                               | і сюжет                | Карлос Саура                                                |
| 1982      |     | Дантон                         | Danton                                  |                        | Анджей Вайда                                                |
| 1983      | т/ф | Кредо                          | Credo                                   |                        | Жак Дере                                                    |
| 1983      |     | Альтернативний маршрут         | Itinéraire bis                          |                        | Крістіан Дрійо                                              |
| 1983      |     | Генерал загиблої армії         | Il generale dell'armata morta           |                        | Лючано Товолі                                               |
| 1983      |     | Трагедія Кармен                | La tragédie de Carmen                   |                        | Пітер Брук                                                  |
| 1983      |     | Кохання Свана                  | Un amour de Swann                       |                        | Фолькер Шльондорф                                           |
| 1984      | т/ф | Пам'ятка                       | L'aide-mémoire                          |                        | П'єр Бутрон                                                 |
| 1986      |     | Дівчина і спокуса              | La joven y la tentación                 |                        | Франсуа Міме                                                |
| 1986      |     | Унікальний                     | L'unique                                |                        | Жером Діаман-Берже                                          |
| 1986      |     | Макс, моя любов                | Max mon amour                           | і ідея                 | Наґіса Ошіма                                                |
| 1986      |     | Вовк на порозі                 | Oviri                                   |                        | Геннінг Карлсен                                             |
| 1986      |     | Остання картинка               | La dernière image                       | адаптація              | Мухаммед Лахдар Хаміна                                      |
| 1986      |     | Пригоди молодого Дон Жуана     | Les exploits d'un jeune Don Juan        |                        | Джанфранко Мінгоцці                                         |
| 1987      |     | Біси                           | Les possédés                            |                        | Анджей Вайда                                                |
| 1988      |     | Нестерпна легкість буття       | The Unbearable Lightness of Being       |                        | Філіпп Кауфман                                              |
| 1988      |     | Бенгальські ночі               | La nuit Bengali                         |                        | Ніколас Клотц                                               |
| 1989      |     | Важко бути богом               | Трудно быть богом                       |                        | Петер Фляйшман                                              |
| 1989      |     | Вальмон                        | Valmont                                 |                        | Мілош Форман                                                |
| 1989      | т/с | Махабхарата                    | The Mahabharata                         |                        | Пітер Брук                                                  |
| 1989      |     | Мілу у травні                  | Milou en mai                            |                        | Луї Маль                                                    |
| 1989      | т/ф | Тиха жінка                     | Une femme tranquille                    |                        | Джойс Бунюель                                               |
| 1989      | т/с | У спадок від сови              | L'héritage de la chouette               |                        | Кріс Маркер                                                 |
| 1989      | т/ф | Бувар і Пекюше                 | Bouvard et Pecuchet                     |                        | Жан-Данієль Верхак                                          |
| 1989      |     | Я пишу у простір               | J'écris dans l'espace                   |                        | П'єр Етекс                                                  |
| 1990      |     | Сірано де Бержерак             | Cyrano de Bergerac                      |                        | Жан-Поль Раппно                                             |
| 1991      |     | Ігри в полях Господніх         | At Play in the Fields of the Lord       |                        | Гектор Бабенко                                              |
| 1992      | т/ф | Процес у Вальядоліді           | La controverse de Valladolid            |                        | Жан-Данієль Верхак                                          |
| 1992      |     | Повернення Казанови            | Le Retour de Casanova                   |                        | Едуард Нієрманс                                             |
| 1993      |     | Соммерсбі                      | Sommersby                               |                        | Джон Емієл                                                  |
| 1994      |     | Ніч і мить                     | The Night and the Moment                |                        | Анна Марія Тато                                             |
| 1995      | т/ф | Графиня де Ланже               | La duchesse de Langeais                 | адаптація              | Жан-Данієль Верхак                                          |
| 1995      |     | Гусар на даху                  | Le hussard sur le toit                  |                        | Жан-Поль Раппно                                             |
| 1996      |     | Золотий хлопчик                | Golden Boy                              |                        | Жан-П'єр Вернь                                              |
| 1996      |     | Лісовий цар                    | Der Unhold                              |                        | Фолькер Шльондорф                                           |
| 1996      |     | Компаньйон                     | The Associate                           |                        | Дональд Пітрі                                               |
| 1996      | т/ф | Аромат Жаннетт                 | Le parfum de Jeannette                  | адаптація              | Жан-Данієль Верхак                                          |
| 1997      |     | Китайська шкатулка             | Chinese Box                             | і сюжет                | Вейн Вонг                                                   |
| 1997      |     | Парадокси Бунюеля              | Les paradoxes de Buñuel                 |                        | Хорхе Амат                                                  |
| 1998      | т/ф | Кларисса                       | Clarissa                                |                        | Жак Дере                                                    |
| 1999      |     | Війна в горах                  | La guerre dans le Haut Pays             |                        | Франсіс Рессер                                              |
| 2000      |     | Сальса                         | Salsa                                   |                        | Джойс Бунюель                                               |
| 2000      | т/ф | Береніка                       | Bérénice                                | адаптація              | Жан-Данієль Верхак                                          |
| 2001      | т/ф | Мадам Де….                     | Madame De…                              |                        | Жан-Данієль Верег                                           |
| 2001      | т/ф | Лист незнайомки                | Lettre d'une inconnue                   | адаптація              | Жак Дере                                                    |
| 2002      | т/ф | Битва за «Ернані»              | La bataille d'Hernani                   | і адаптація            | Жан-Данієль Верхак                                          |
| 2002      | т/ф | Рюї Блаз                       | Ruy Blas                                | телеп'єса              | Жак Вебер                                                   |
| 2003      |     | Нічого, такий порядок          | Rien, voilà l'ordre                     |                        | Жак Баратьє                                                 |
| 2003      | т/с | Сім'я Тібо                     | Les Thibault                            |                        | Жан-Данієль Верхак                                          |
| 2004      |     | Народження                     | Birth                                   |                        | Джонатан Глейзер                                            |
| 2004      | т/ф | Батько Горіо                   | Le père Goriot                          | адаптація              | Жан-Данієль Верег                                           |
| 2005      | т/ф | Галілео, або любов до Бога     | Galilée ou L'amour de Dieu              |                        | Жан-Данієль Верхак                                          |
| 2006      |     | Привид Гойї                    | Goya's Ghosts                           |                        | Мілош Форман                                                |
| 2006      | т/ф | Марія-Антуанетта               | Marie-Antoinette                        |                        | Франсіс Леклерк, Ів Сімоно                                  |
| 2007      |     | Ульжан                         | Ulzhan                                  |                        | Фолькер Шльондорф                                           |
| 2011      |     | Згадуючи моїх сумних шлюх      | Memoria de mis putas tristes            |                        | Геннінг Карлсен                                             |
| 2012      |     | Камінь терпіння                | Syngué sabour, pierre de patience       |                        | Атік Рахімі                                                 |
| 2012      |     | Художник і натурниця           | El artista y la modelo                  |                        | Фернандо Труеба                                             |
| 2015      |     | У тіні жінок                   | L'ombre des femmes                      |                        | Філіпп Гаррель                                              |
| 2017      |     | Коханець на день               | L'Amant d'un jour                       |                        | Філіпп Гаррель                                              |
| 2018      |     | Ван Гог. На порозі вічності    | At Eternity's Gate                      | співавтор              | Джуліан Шнабель                                             |
| 2018      |     | Чесний чоловік                 | L'Homme fidèle                          | співавтор              | Луї Гаррель                                                 |

Актор
| Рік       |     | Назва українською              | Оригінальна назва                    | Роль                         |
| --------- | --- | ------------------------------ | ------------------------------------ | ---------------------------- |
| 1964      |     | Щоденник покоївки              | Le journal d'une femme de chambre    | кюре                         |
| 1969      |     | Чумацький Шлях                 | La voie lactée                       | Прісцілліан                  |
| 1971      |     | Союз                           | L'alliance                           | Г'ю                          |
| 1971      |     | Трохи сонця в холодній воді    | Un peu de soleil dans l'eau froide   | Френсіс, чоловік Наталі      |
| 1975-1990 | т/с | Сінема 16                      | Cinéma 16                            | професор Кіссар              |
| 1976      |     | Солітер                        | Le jeu du solitaire                  | Люк                          |
| 1977      |     | Жулі-липучка                   | Julie pot-de-colle                   | марокканський радник         |
| 1978      | т/ф | Фотосувенір                    | Photo-souvenir                       | професор Кіссар              |
| 1978      |     | Шкарпетка з подарунками        | Chaussette surprise                  | Форньє                       |
| 1981      |     | Оголене кохання                | L'amour nu                           | професор                     |
| 1981      | т/ф | Подвійне життя Теофраста Лонгу | La double vie de Théophraste Longuet | Еліфаз                       |
| 1984      |     | Хай живуть жінки!              | Vive les femmes!                     | німий                        |
| 1988      | т/с | Холодний піт                   | Sueurs froides                       | комісар поліції              |
| 1989      | т/ф | Бувар і Пекюше                 | Bouvard et Pecuchet                  | оповідач, озвучування        |
| 1994      | т/ф | Євгенія Гранде                 | Eugénie Grandet                      | оповідач, озвучування        |
| 1994      |     | Ніч і мить                     | The Night and the Moment             | губернатор                   |
| 1996      | т/ф | Аромат Жаннетт                 | Le parfum de Jeannette               | оповідач, озвучування        |
| 1998      |     | Джая Ганга                     | Jaya Ganga                           | професор                     |
| 2000      |     | До речі про Бунюеля            | A propósito de Buñuel                | Él mismo                     |
| 2001      |     | Скарб царя Соломона            | Buñuel y la mesa del rey Salomón     | Давид Гольдман               |
| 2001      | т/ф | Мадам Де….                     | Madame De…                           | міністр                      |
| 2003      | т/с | Сім'я Тібо                     | Les Thibault                         | Me Roubiot                   |
| 2006      |     | Авіда                          | Avida                                | багатий параноїк             |
| 2006      |     | Секретна книга                 | Tajnata kniga                        | П'єр Реймон                  |
| 2007      |     | Час секретів                   | Le temps des secrets                 | Марсель Паньоль, озвучування |
| 2007      | т/ф | Пора таємниць, пора любові     | Le temps des amours                  | Марсель Паньоль, озвучування |
| 2009      |     | Завірена копія                 | Copie conforme                       | людина на площі              |

Режисер
- 1961 : Розрив / Rupture, короткометражка
- 1962 : Щаслива річниця / Heureux anniversaire, короткометражка
- 1969 : Манікюрні ножиці / La pince à ongles, короткометражка

## Визнання
| Рік                                                       | Категорія/Нагорода                                         | Фільм                                   | Результат | Результат |
| --------------------------------------------------------- | ---------------------------------------------------------- | --------------------------------------- | --------- | --------- |
| Премія Оскар                                              |                                                            |                                         |           |           |
| 1963                                                      | Найкращий короткометражний фільм                           | Щаслива річниця                         | Перемога  |           |
| 1973                                                      | Найкращий сценарій                                         | Скромна чарівність буржуазії            | Номінація |           |
| 1978                                                      | Найкращий сценарій                                         | Цей смутний об'єкт бажання              | Номінація |           |
| 1989                                                      | Найкращий                                                  | Нестерпна легкість буття                | Номінація |           |
| 2015                                                      | Почесний «Оскар»                                           | Почесний «Оскар»                        | Перемога  |           |
| Каннський кінофестиваль                                   |                                                            |                                         |           |           |
| 1969                                                      | Золота пальмова гілка за найкращий короткометражний фільм  | Манікюрні ножиці                        | Номінація |           |
| 1969                                                      | Гран-прі журі за найкращий короткометражний фільм          | Манікюрні ножиці                        | Перемога  |           |
| Приз Едгара Алана По                                      |                                                            |                                         |           |           |
| 1971                                                      | Найкращий художній фільм                                   | Борсаліно                               | Номінація |           |
| Гільдія сценаристів США                                   |                                                            |                                         |           |           |
| 1972                                                      | Найкращий комедійний сценарій для екрану                   | Відрив                                  | Номінація |           |
| 1989                                                      | Найкращий сценарій, заснований на матеріалі з іншого носія | Нестерпна легкість буття                | Номінація |           |
| 2000                                                      | Премія Лавр для сценарні досягнення                        | Премія Лавр для сценарні досягнення     | Перемога  |           |
| Премія BAFTA                                              |                                                            |                                         |           |           |
| 1972                                                      | Найкращий сценарій                                         | Відрив                                  | Номінація |           |
| 1974                                                      | Найкращий сценарій                                         | Скромна чарівність буржуазії            | Перемога  |           |
| 1989                                                      | Найкращий сценарій — адаптація                             | Нестерпна легкість буття                | Перемога  |           |
| 1992                                                      | Найкращий сценарій — адаптація                             | Сірано де Бержерак                      | Номінація |           |
| Премія «Сезар»                                            |                                                            |                                         |           |           |
| 1978                                                      | Найкращий оригінальний або адаптований сценарій            | Цей смутний об'єкт бажання              | Номінація |           |
| 1983                                                      | Найкращий оригінальний сценарій                            | Повернення Мартіна Герра                | Перемога  |           |
| 1983                                                      | Найкращий адаптований сценарій                             | Дантон                                  | Номінація |           |
| 1991                                                      | Найкращий оригінальний або адаптований сценарій            | Сірано де Бержерак                      | Номінація |           |
| Приз товариства драматичних авторів і композиторів (SACD) |                                                            |                                         |           |           |
| 1983                                                      | Нагорода кіно                                              | Нагорода кіно                           | Перемога  |           |
| 2014                                                      | Великий приз                                               | Великий приз                            | Перемога  |           |
| Премія 7 d'Or Night                                       |                                                            |                                         |           |           |
| 1987                                                      | Найкращий сценарій                                         | фр. Les étonnements d'un couple moderne | Перемога  |           |
| 1991                                                      | Найкращий сценарій                                         | Бувар і Пекюше                          | Перемога  |           |
| 1993                                                      | Найкращий сценарій                                         | Процес у Вальядоліді                    | Перемога  |           |
| Каталонський міжнародний кінофестиваль в Сіджасі          |                                                            |                                         |           |           |
| 1990                                                      | Найкращий сценарій                                         | Важко бути богом                        | Перемога  |           |